# Rhipidipathes colombiana
Rhipidipathes colombiana is een Antipathariasoort uit de familie van de Aphanipathidae. De wetenschappelijke naam van de soort is voor het eerst geldig gepubliceerd in 1997 door Opresko & Sánchez.